# حسین شفیعی
حسین شفیعی (زاده ۱۳۰۲ در اصفهان- درگذشته ۲ بهمن ۱۳۷۸ در اصفهان) مشهور به حاج آقاحسین شفیعی عارف شیعی و شاعر ایرانی بود.

## تحصیلات و اساتید
وی علوم مقدماتی را در اصفهان فراگرفت و برای ادامه تحصیل راهی قم شد.
از استادان او می‌توان به آقا رحیم ارباب، سید حسین طباطبایی بروجردی، سید شهاب الدین مرعشی نجفی، محمدعلی شاه آبادی، میرزا علی آقا شیرازی، محمدحسن نجف آبادی و ذوالریاستین اشاره داشت.
وی به تربیت نفوس مستعد و تدریس اسفار ملاصدرا، فصوص الحکم،، گلشن راز، منازل السایرین، شرح منظومه، الذریعه راغب اصفهانی، مناجات شعبانیه، مصباح الانس قونوی، اشعار باباطاهر عریان و مثنوی معنوی و به ویژه تفسیر قرآن کریم و نهج البلاغه به مشتاقان علوم سرگرم بود. هم چنین چند صباحی در دانشگاه اصفهان به تدریس فتوحات مکیه و متون عرفانی پرداخت.

## شاگردان
آنه ماری شیمل، اعظم رجالی، علی کرباسی زاده اصفهانی و عبدالقائم شوشتری از افرادی بودند که با وی مراوده داشته‌اند یا نزد او شاگردی کرده‌اند.

## سروده
غزلی از سروده‌های وی:
سلطان عشق خانه عقلم خراب کرد
تحصیل دانشم همه نقش بر آب کرد
از تخته بند عالم الفاظ و قیل و قال
دادم نجات و فارغم از هر کتاب کرد
دستم به دست خازن دارالجنون سپرد
آزادم از ملامت هر شیخ و شاب کرد
دیوانه‌ام نمود و فکندم ز چشم خلق
آسوده‌ام ز رنج ایاب و ذهاب کرد
بر رویم از حقیقت هستی دری گشود
بس آشنا به خویشم از این فتح باب کرد
پس هرچه یافتم همه از عشق بود و بس
آن یافتی که خود نتوانم حساب کرد
شعرم نشانه‌ای ز سلوک است نی سخن
داند هر آن که آب تمیز از سراب کرد
شد حاصل حیات شفیعی همین که دوست
زین گوهر مراد ورا کامیاب کرد

## آثار
- دارالجنون عشق، تهران: همشهری، چاپ اول ۱۳۷۹.[۴]
- نورالیقین در شرح خطبه متقین.
- بهجه الطالبین در منطق.[۵]
- سخن آشنا، شرح عرفانی و اخلاقی نهج البلاغه[۶]
- فهرست آثار خطی شیخ مفید در کتابخانه آیت‌الله العظمی مرعشی نجفی[۷]